# Graafschap Montechiarugolo
Het graafschap Montechiarugolo was een historisch land in Italië, gelegen in de huidige regio Emilia-Romagna en bestond van 1456 tot 1612. 
Het graafschap ontstond in 1456 door een deling van Guastalla door de graven Cristoforo Torelli en Pietro Guido I Torelli (de laatste werd de eerste graaf van Montechiarugolo). Het grondgebied bestond uit het westelijk deel van Guastalla met Montechiarugolo en het gebied rond Casei.
Montechiarugolo werd gedurende haar soevereine bestaan geregeerd door de Torelli’s. In 1612 werd het geannexeerd door Ranuccio I Farnese, hertog van Parma.